# Minden
Minden è una città di 81 857 abitanti della Renania Settentrionale-Vestfalia, in Germania nel distretto di Detmold.
È il capoluogo, e il centro maggiore, del circondario (Kreis) di Minden-Lübbecke (targa MI). Si fregia del titolo di "grande città di circondario" (Große kreisangehörige Stadt). Degno di nota il duomo di Minden, in passato sede della soppressa diocesi di Minden.

## Storia

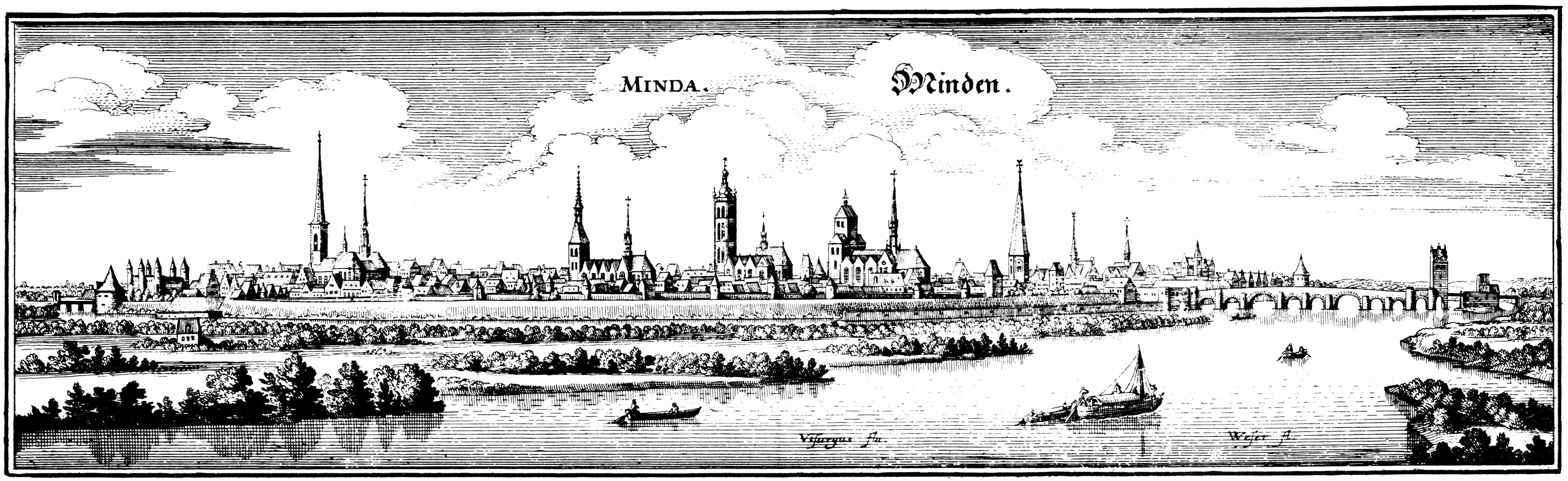
Minden nel 1641 (Matthäus Merian)

La città venne fondata nell'anno 798 da Carlo Magno con il nome di "Minda". Nell'ambito del Sacro Romano Impero fu un vescovato appartenente alla provincia del Basso Reno-Vestfalia.
Il 1º agosto 1759, durante la guerra dei sette anni, si svolse una battaglia fra le forze prussiane/britanniche/hannoveriane contro quelle francesi.

## Geografia fisica

### Posizione
Minden sorge sul fiume Weser, non lontana dalla cittadina di Porta Westfalica e dal confine con il Land di Bassa Sassonia. Sorge grossomodo a metà strada fra Osnabrück ed Hannover e dista circa 60 km da Bielefeld.

### Suddivisione
La città è suddivisa in 19 distretti (Stadtbezirke) e frazioni:

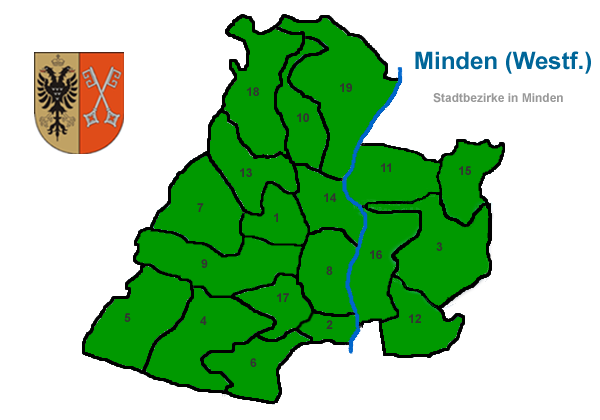
Suddivisione di Minden

1. Bärenkämpen
2. Bölhorst
3. Dankersen
4. Dützen
5. Haddenhausen
6. Häverstädt
7. Hahlen
8. Innenstadt
9. Königstor
10. Kutenhausen
11. Leteln-Aminghausen
12. Meißen
13. Minderheide
14. Nordstadt
15. Päpinghausen
16. Rechtes Weserufer
17. Rodenbeck
18. Stemmer
19. Todtenhausen

## Cultura

### Galleria d'immagini

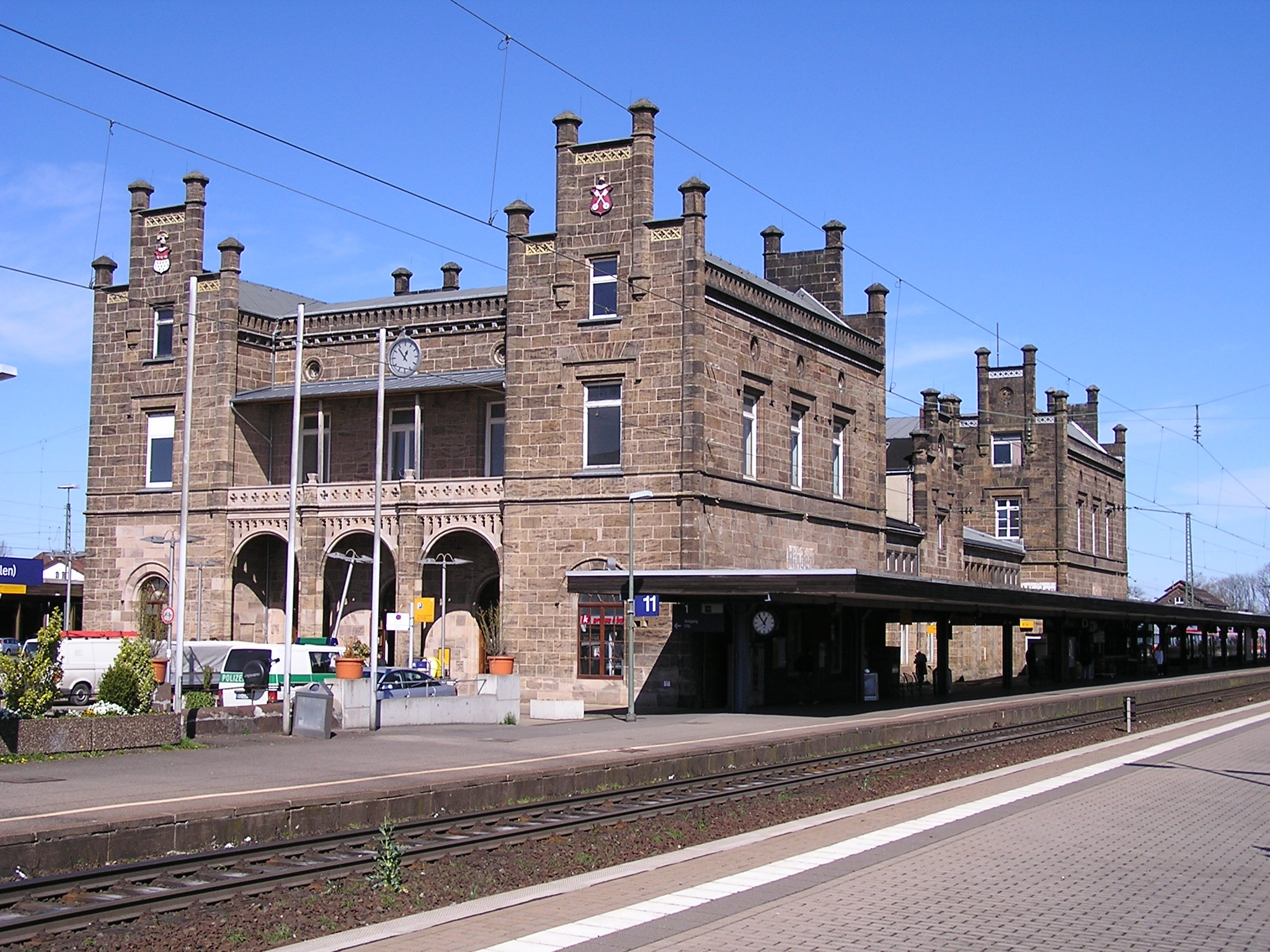
Stazione ferroviaria
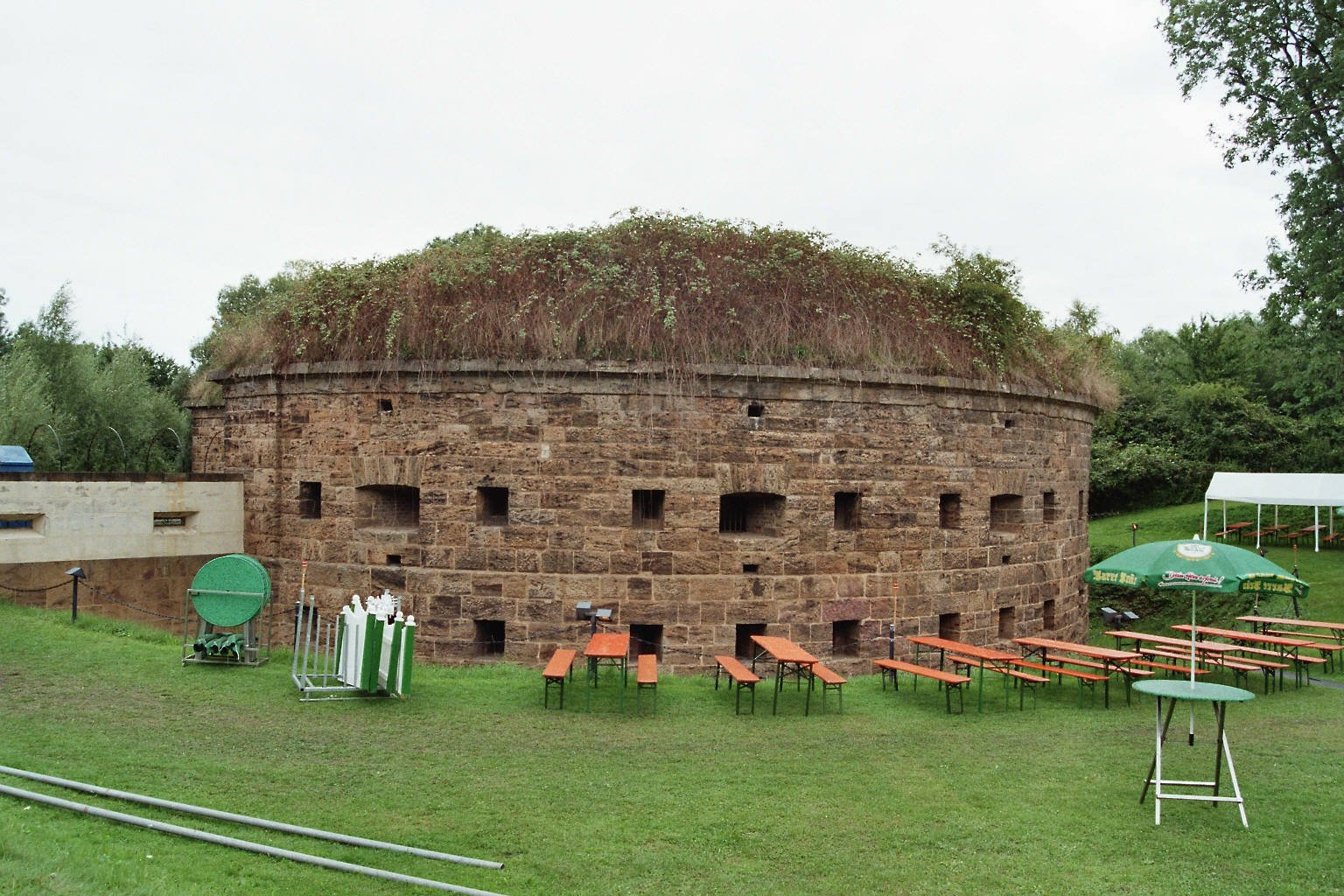
Fort C
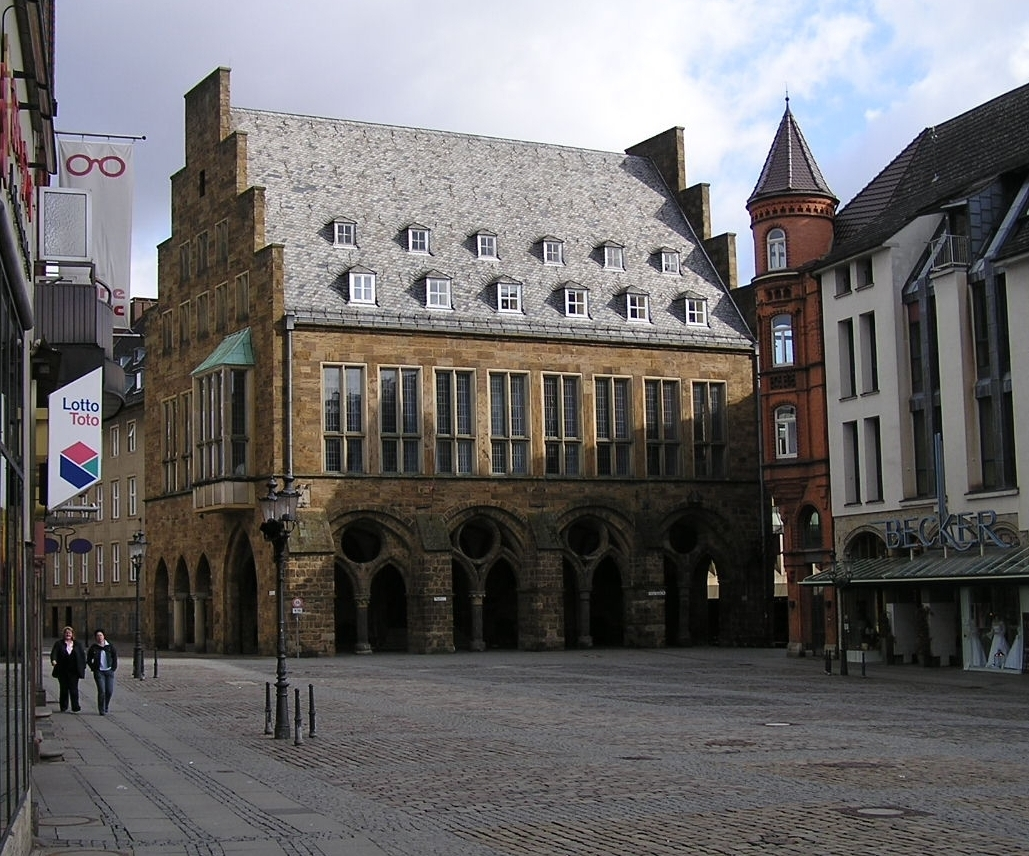
Municipio
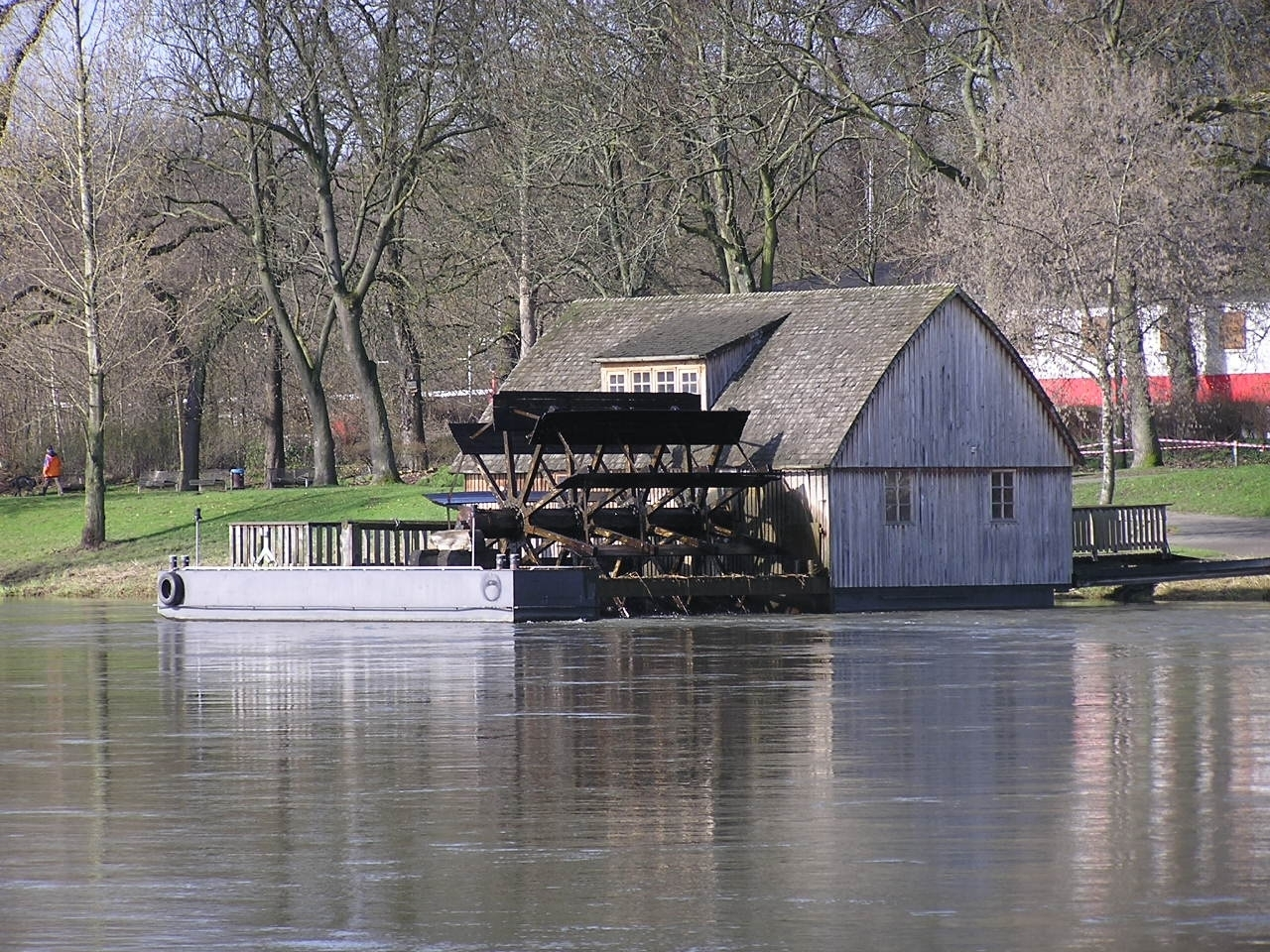
Mulino

## Società

### Evoluzione demografica
| Data      | Abitanti |
| --------- | -------- |
| 1816      | 6 574    |
| 1-12-1831 | 7 785    |
| 1-12-1840 | 9 288    |
| 3-12-1855 | 14 298   |
| 3-12-1858 | 14 514   |
| 3-12-1861 | 15 400   |
| 3-12-1864 | 17 527   |
| 3-12-1867 | 16 800   |
| 1-12-1871 | 16 593   |
| 1-12-1875 | 17 100   |

| Data      | Abitanti |
| --------- | -------- |
| 1-12-1880 | 17 900   |
| 1-12-1885 | 18 592   |
| 1-12-1890 | 20 223   |
| 2-12-1895 | 22 289   |
| 1-12-1900 | 24 315   |
| 1-12-1905 | 25 425   |
| 1-12-1910 | 26 454   |
| 1-12-1916 | 23 075   |
| 5-12-1917 | 20 789   |
| 8-10-1919 | 25 986   |

| Data       | Abitanti |
| ---------- | -------- |
| 16-6-1925  | 27 034   |
| 16-6-1933  | 28 764   |
| 17-5-1939  | 30 544   |
| 31-12-1945 | 31 692   |
| 29-10-1946 | 34 293   |
| 13-9-1950  | 41 527   |
| 25-9-1956  | 45 725   |
| 6-6-1961   | 48 705   |
| 31-12-1965 | 50 845   |
| 27-5-1970  | 48 912   |

| Data       | Abitanti |
| ---------- | -------- |
| 31-12-1975 | 78 887   |
| 31-12-1980 | 77 713   |
| 31-12-1985 | 75 511   |
| 25-5-1987  | 75 031   |
| 31-12-1990 | 78 145   |
| 31-12-1995 | 82 971   |
| 31-12-2000 | 83 079   |
| 30-6-2005  | 83 081   |
| 31-12-2006 | 83 100   |

## Infrastrutture e trasporti
Minden è capolinea della linea S1 della S-Bahn di Hannover.

## Amministrazione

### Gemellaggi
- Charlottenburg-Wilmersdorf, dal 1968
- Gladsaxe, dal 1968
- Sutton, dal 1968
- Gagny, dal 1976
- Tavarnelle Val di Pesa
- Tangermünde, dal 2 ottobre 1990
- Hrodna, dal 1º luglio 1990
- Koszalin (amicizia)